# Philip Skell
Philip S. Skell (* 30. Dezember 1918 in Brooklyn; † 21. November 2010) war ein US-amerikanischer Chemiker. Er gilt als Pionier in der Carben-Chemie.
Skell studierte am City College of New York mit dem Bachelor-Abschluss 1938 und an der Columbia University mit dem Master-Abschluss 1941 und wurde 1942 an der Duke University in Chemie promoviert. 1942/43 war er Assistent an den North Regional Research Labs des US Department of Agriculture und 1943 bis 1946 forschte er über Antibiotika (Penicillin) an der University of Illinois. 1946/47 war er Instructor an der University of Chicago und danach Assistant Professor an der University of Portland. 1952 wurde er Assistant Professor und 1960 Professor an der Pennsylvania State University, an der er 1974 Evan Pugh Professor wurde. 1984 wurde er emeritiert.
In den 1950er Jahren untersuchte er kurzlebige Zwischenprodukte und Radikale mit chemischen Fallen, darunter Carbene, die damals noch als hypothetisch galten und ihre Existenz sogar überwiegend abgelehnt wurde, und Carboniumionen (sowie allgemein die chemischen Eigenschaften einzelner Atome). In der Chemie der Carbene ist die Skell-Regel nach ihm benannt (danach gibt es im Singulett-Zustand des Carbens stereospezifische Addition an Olefine, im Triplett-Zustand im Allgemeinen nicht).
Er trat auch als Skeptiker des Neo-Darwinismus hervor. 2008 reagierte er auf ein Buch der National Academy of Sciences zur Evolutionstheorie und betonte, dass nicht alle Mitglieder der Akademie Anhänger des Darwinismus wären.
1965 wurde er Ehrendoktor (LLD) des Lewis College. 1968 war er Guggenheim Fellow. 1974 erhielt er einen Humboldt-Forschungspreis, mit dem er bei dem Nobelpreisträger Ernst Otto Fischer an der TU München war, und 1977 den C. I. Noll Award for Teaching Excellence. Er war Mitglied der National Academy of Sciences (1977).
Wolfgang A. Herrmann, Lehrstuhlinhaber für Anorganische Chemie und Präsident der Technischen Universität München, war bei ihm Post-Doktorand als DFG-Forschungsstipendiat (1975/76).
Er war seit 1948 verheiratet und hatte vier Kinder.